# Мастер Z: Наследие Ип Мана
«Мастер Z: Наследие Ип Мана» (кит. трад. 葉問外傳：張天志, упр. 叶问外传：张天志) — китайский фильм 2018 года о боевых искусствах, снятый режиссёром Юнь Вопхином. Является спин-оффом серии фильмов об Ип Мане, действие которого происходит после фильма 2015 года «Ип Ман 3». В фильме снимались Макс Чжан, Дейв Батиста и Лю Янь. Исполнительными продюсерами выступили Рэймонд Вон и Донни Йен. Премьера состоялась 21 декабря 2018 года.

## Сюжет
После поражения от Ип Мана Чён Тхиньчи влачит жалкое существование, подрабатывая наёмником. Он решает вообще оставить боевые искусства и открыть продуктовый магазин на первом этаже своего дома. Доставляя заказ, он сталкивается с опиумной наркоманкой по имени Нана и её подругой Джулией, которые бегут от торговца наркотиками Чхоу Сайкита. Тхиньчи вынужден противостоять банде Сайкита, в одиночку побеждая всех противников.
Полиция задерживает всех участников драки. Сайкит и его приспешники выходят на свободу, подкупив старшего офицера полиции, в то время как Нана и Джулия освобождаются, упомянув брата Джулии, Камфу, владельца одного из самых популярных баров на Барной улице. Тхиньчи остаётся в тюрьме до поздней ночи, не сумев из-за этого отпраздновать день рождения сына в стейк-хаусе.
После стычки Сайкит решает отомстить Тхиньчи, и банда поджигает магазин Тхиньчи. Тхиньчи едва спасается вместе с сыном Фуном, а бандиты следуют за ними по пятам. Среди бандитов — наёмный убийца Сади. Джулия предлагает Тхиньчи пожить в доме Камфу, а в ответ он работает официантом в баре.
Разозлённый, что сын пострадал во время пожара, Тхиньчи принимает ответные меры и поджигает опиумный притон Сайкит. Сестра наркодилера, Чхоу Нганькуань, глава семейного криминального синдиката, желающая заняться легальным бизнесом, не дает брату отомстить и приходит к Тхиньчи на работу в бар, чтобы компенсировать ущерб, причинённый Сайкитом, и прекратить противостояние. Тхиньчи отказывается от денег, удивляя Нганькуань. В то же время Тхиньчи завязывает всё более тесную дружбу с Камфу из-за общего увлечения боевыми искусствами.
Сайкит, пытаясь выйти из тени своей сестры, решает заняться торговлей героином. Он продаёт наркотики Оуэну Дэвидсона, владельцу стейк-хауса на Барной улице, который использует ресторан как прикрытие для наркобизнеса. Тхиньчи сообщает об этом Нганькуань, которая просит больше времени, чтобы уладить вопрос с братом.
Найдя Нану в переулке, Сайкит и его банда убивают девушку, заставляя принять смертельную дозу героина. Тхиньчи и Камфу пробиваются к штаб-квартире синдиката, где сражаются с Сайкитом и Нганькуань. Пытаясь успокоить их, Нганькуань отрезает Сайкиту правую руку и заставляет его показать, где хранится героин. Камфу рассказывает о наркотиках газетам.
Вскоре после этого Дэвидсон приказывает коррумпированным полицейским подбросить наркотики в бар Камфу и арестовать владельца. После ареста старший офицер полиции привозит Камфу к Дэвидсону, и тот убивает его в нечестной схватке. После того как выяснилось, что Дэвидсон убил Камфу, Тхиньчи сражается с Дэвидсоном в стейк-хаусе и вновь обретает уверенность, что может использовать Вин Чун во имя добра.
Старший офицер полиции собирается арестовать Тхиньчи, несмотря на показания о том, что героин принадлежит Дэвидсону. Вместо того, чтобы подчиниться, лейтенант Фай арестовывает своего босса за коррупцию и нападение и отпускает Тхиньчи на свободу. В суматохе Дэвидсон пытается сбежать, но его убивает Сади, которого наняла Нганькуань перед тем, как вместе с братом покинуть Гонконг.
Тхиньчи возвращается в квартиру Джулии и воссоединяется со своим сыном. В сцене во время титров показано, как Фун использует Вин Чун, чтобы победить мальчика, который ранее издевался над ним.

## В ролях
- Макс Чжан[англ.] — Чён Тхиньчи
- Дейв Батиста — Оуэн Дэвидсон
- Лю Янь[англ.] — Джулия
- Мишель Йео — Чхоу Нганькуань
- Тони Джаа — убийца
- Кевин Чен[англ.] — Чхоу Сайкит
- Крисси Чау[англ.] — Нана
- Син Юй[англ.] — Чиу Камфу
- Патрик Тхам[англ.] — Ма Кхинсан
- Адам Пак[англ.] — Вон Юн
- Юнь Ва[англ.] — агент
- Филип Кён[англ.] — офицер полиции Фай
- Энтони Хо[кит.] — Толстяк Лун
- Стефан Вон[англ.] — Мин
- Брайан Томас Беррелл[англ.] — старший офицер полиции
- Генри Чжан — Чён Фун
- Цзян Цзин — сестра Мэй

## Видеорелиз
Фильм был выпущен в Северной Америке на DVD и Blu-ray компанией Well Go USA Entertainment 23 июля 2019 года. За первую неделю после выпуска было продано 11 940 DVD и 18 446 Blu-ray, а общий объём продаж оценивается в 430 000 долларов.

## Отзывы
По данным сайта-агрегатора рецензий Rotten Tomatoes 89 % критиков дали фильму положительную оценку, на основе 38 рецензий в среднем она составила 6,7 из 10 баллов. Консенсус критиков сайта гласит: "Master Z: Ip Man Legacy знаменует собой отход от предыдущих частей франшизы, но захватывающий экшн-сценарий приносит удовлетворение. На сайте Metacritic фильм получил средневзвешенную оценку 72 из 100 на основе 14 обзоров, что указывает на «в целом положительные отзывы».
Элизабет Керр из The Hollywood Reporter отметила: «Master Z: Ip Man Legacy не уделяет внимания ничему, кроме боев, и в этом аспекте фильма преуспевает» . Эдмунд Ли из South China Morning Post писал, что « Master Z, несомненно, является праздником для любителей фильмов о боевых искусствах», но поставил фильму 3,5 звезды из 5. Ричард Кейперс из Variety обратил внимание на актёра, исполнившего главную роль: «Несмотря на скудно прописанный характер персонажа, Чжан попал в цель, изобразив симпатичного парня, который пытается отказаться от насилия и упокоить внутренних демонов».

## Продолжение
В апреле 2019 года сообщалось, что Макс Чжан собирается вернуться к роли Тинь-Чи в продолжении фильма. Сообщалось, что бюджет сиквела будет урезан до 13 миллионов долларов по сравнению с бюджетом первого фильма, который составил 28 миллионов долларов.